# La Fille de la supérette
La Fille de la supérette (コンビニ人間, Konbini ningen) est un roman japonais de Sayaka Murata paru en 2016 au Japon. Il a reçu le prix Akutagawa en 2016.

## Résumé
Dans cette société japonaise rigide, Keiko détonne, est en marge. Alors qu'elle devrait, à 36 ans, être mariée et s'occuper de ses enfants à la maison, elle est toujours célibataire et travaille dans un konbini — petite supérette ouverte 7j/7 et 24h/24 — à remplir les rayons et encaisser les achats des clients.